# Diamara Planell
Diamara Planell (ur. 16 lutego 1993 w Bayamón) – portorykańska lekkoatletka, tyczkarka. 

## Osiągnięcia
| Rok  | Impreza                                           | Miejsce        | Lokata            | Wynik |
| ---- | ------------------------------------------------- | -------------- | ----------------- | ----- |
| 2012 | Mistrzostwa Ameryki Środkowej i Karaibów juniorów | San Salvador   | 1. miejsce        | 3,95  |
| 2012 | Mistrzostwa świata juniorów                       | Barcelona      | el. – 21. miejsce | 3,85  |
| 2014 | Igrzyska Ameryki Środkowej i Karaibów             | Xalapa         | 2. miejsce        | 4,15  |
| 2015 | Igrzyska panamerykańskie                          | Toronto        | 10. miejsce       | 4,15  |
| 2016 | Mistrzostwa ibero-amerykańskie                    | Rio de Janeiro | 2. miejsce        | 4,30  |
| 2016 | Igrzyska olimpijskie                              | Rio de Janeiro | el. – 29. miejsce | 4,15  |

Medalistka mistrzostw NCAA.

## Rekordy życiowe
- Skok o tyczce (stadion) – 4,50 (2016) rekord Portoryko
- Skok o tyczce (hala) – 4,45 (2016) rekord Portoryko